# Association américaine de suicidologie
L'Association américaine de suicidologie est une organisation à but non lucratif qui milite en faveur de la prévention du suicide. Elle est créée en 1968 par Edwin Shneidman.